# 제12회 제주영화제
제12회 제주영화제는 2016년 11월 12일에 열린 시상식이다.

## 수상 및 후보

### 한국영화 초이스
- 할머니의 먼 집 - 이소현
- 춘몽 - 장률
- 델타 보이즈 - 고봉수
- 그림자들의 섬 - 김정근
- 죽여주는 여자 - 이재용

### 특별전1
- 달콤한 인생 - 김지운
- 밀정 - 김지운
- 장화, 홍련 - 김지운

### 특별전2
- 히치콕 트뤼포 - 켄트 존스
- 싸이코 - 알프레드 히치콕
- 새 - 알프레드 히치콕
- 현기증 - 알프레드 히치콕
- 이창 - 알프레드 히치콕

### 동아시아문화도시 스페셜 파노라마
- 물숨 - 고희영
- 한여름의 판타지아 - 장건재
- 초콜릿 케이크와 호류지 - 무카이 케이타
- 짐작보다 따뜻하게 - 이상민
- 황금시대 - 허안화
- 천주정 - 지아장커

### 신작열전
- 돌고래와 나 - 이정준

### 보여줘 이 영화
- 건축학개론 - 이용주